# Pierre Bardin
Pour les articles homonymes, voir Bardin.
Pierre Bardin, né à Rouen en 1595 et mort le 29 mai 1635, est un homme de lettres, philosophe et mathématicien français.

## Biographie
Bardin étudie chez les jésuites la philosophie, les mathématiques et la théologie. Il est l'auteur d'un ouvrage sur l'étiquette du grand chambellan de France, paru en 1623, et d'une paraphrase de l'Ecclésiaste, parue en 1632. Son œuvre principale, Le Lycée, où il traite de « l'honnête homme », est restée inachevée. Pierre Bardin s'y montre plus soucieux de morale et de religion que Nicolas Faret : alors que l'honnête homme se doit de respecter les conventions mondaines, il ne doit ni s'adonner à la galanterie ni se borner à une vie élégante dont l'unique objet serait de plaire.
En 1634, Pierre Bardin devient l'un des premiers membres de l'Académie française, mais il se noie quelques mois plus tard en tentant de sauver un de ses anciens élèves devenu son assistant :
Et lorsqu'au fond des eaux il fut précipité,
Les vertus, avec lui, firent toutes naufrage.
Pleurant la disparition de son premier immortel, l'Académie décide qu'il lui sera fait deux épitaphes, l'une en prose par Germain Habert, l'autre en vers par Jean Chapelain. L'éloge qui sera ensuite prononcé par Antoine Godeau constituera le premier d'une longue tradition, se transformant en éloge du prédécesseur par le nouvel académicien. Paul Pellisson a dit de Pierre Bardin que « la beauté de son esprit paroît dans celle de ses pensées, & de son style, qui peut-être n'a point d'autre défaut que d'être un peu diffus. »

## Œuvres
- Panégyrique au Roy et à la Royne régente sur leur retour de Poictou et Bretagne, 1614
- Le Tombeau de Monseigneur le duc de Mayenne, ou le Temple de la magnanimité, 1621
- Le grand chambellan de France, livre où il est amplement traicté des honneurs, droicts et pouvoirs de cet office, et où sont déduits plusieurs rares et remarquables antiquités de la Maison et couronne de France, 1623
- Pensées morales du S. Bardin sur l'Ecclésiaste de Salomon, 1632
- Le lycée du Sr Bardin, où en plusieurs promenades il est traité des connoissances, des actions et des plaisirs d'un honneste homme, 2 vol., Paris, Camusat, 1632-1634
- Des Connoissances, Paris, 1632
- Des Actions, Paris, Camusat, 1634